# Majulah Singapura
Majulah Singapura (en español: Adelante, Singapur; en inglés: Onward Singapore; en chino simplificado, 前进吧，新加坡; en tamil: முன்னேறட்டும் சிங்கப்பூர்), es el himno nacional de Singapur. Compuesto por Zubir Said en 1958 como tema musical para funciones oficiales del Ayuntamiento de Singapur, la canción fue seleccionada en 1959 como el himno de la isla cuando alcanzó el autogobierno. Tras la independencia total en 1965, Majulah Singapura fue adoptado formalmente como himno nacional de Singapur. Por ley, el himno debe cantarse con letra malaya, pero existen traducciones autorizadas de la letra del himno en los otros tres idiomas oficiales de Singapur: inglés, mandarín y tamil.

## Historia
La composición de Majulah Singapura se produjo durante un impulso por la independencia del Reino Unido. Mientras Singapur era una colonia británica, su himno nacional era "God Save the Queen". En 1951, la colonia recibió el estatus de ciudad por una carta real del rey Jorge VI. En 1958, Ong Pang Boon, teniente de alcalde del Ayuntamiento de Singapur, se acercó a Zubir Said, arreglista de partituras y compositor de Cathay-Keris Film Productions, para componer un tema musical para las funciones oficiales del Consejo que se titulará Majulah Singapura (malayo para "Onward Singapore"). Esta frase fue elegida por ser un lema que se exhibirá en el Teatro Victoria después de su renovación en 1958.

## Letras

### enmalayo
MAJULAH SINGAPURA
Mari kita rakyat Singapura
Sama-sama menuju bahagia
Cita-cita kita yang mulia
Berjaya Singapura
Marilah kita bersatu
Dengan semangat yang baru
Semua kita berseru
Majulah Singapura
Majulah Singapura
Marilah kita bersatu
Dengan semangat yang baru
Semua kita berseru
Majulah Singapura
Majulah Singapura

### enespañol
ADELANTE SINGAPUR
Venid, gente de Singapur
Progresemos hacia la felicidad
Hacia nuestra noble aspiración
Grandiosa Singapur
Unámonos pues
Con un espíritu nuevo
Juntos proclamemos
Adelante Singapur
Adelante Singapur
Unámonos pues
Con un espíritu nuevo
Juntos proclamemos
Adelante Singapur
Adelante Singapur